# ستيفانو بالديني
ستيفانو بالديني (ولد في 25 مايو 1971 في Castelnovo di Sotto ، إميليا رومانيا ، إيطاليا) عداء إيطالي تخصص في سباق الماراثون. كان البطل الأولمبي في أثينا وكان بطل أوروبا مرتين (1998 و 2006)، وبطل العالم في نصف الماراثون، وحصل على اللقب في بالما دي مايوركا في عام 1996. في دورة الألعاب الأولمبية الصيفية 2004، احتل بالديني المركز الأول في سباق الماراثون للرجال، وحصل على ميدالية ذهبية. انتهى به الأمر متقدمًا على البرازيلي فاندرلي دي ليما، الذي كان يقود الماراثون حتى دفعه المتظاهر نيل هوران بعيدًا عن المسار.
بعد موسم 2007 المخيب للآمال الذي لم يكمل فيه ماراثون لندن، اختار ستيفانو المشاركة في ماراثون مدينة نيويورك، وانتهى بالمركز الرابع. أنهى بالديني مسيرته الأولمبية في دورة الألعاب الأولمبية الصيفية 2008، حيث أنهى المركز الثاني عشر. أنهى ستيفانو بالديني مسيرته في أكتوبر 2010 ، بعد أن خطط أصلاً لسباق نهائي في جيرو آل ساس اتخذ قرارًا عدم السباق بسبب الإصابة.